# البهائية في الإمارات
امتزج تاريخ الدين البهائي بدول الخليج منذ بزوغه الأول. ففي شهر شعبان 1260هـ الموافق أيلول 1844م، وطئ سواحل مسقط شابٌ مبشرٌ بظهور بهاء الله، وهو السيد علي محمد الشيرازي المعروف بـ "الباب". ففي رحلة الحج التي طالت تسعة أشهرٍ، عبر الباب مياه وشواطئ خليج عمان وبحر العرب والبحر الأحمر في رحلتي ذهابه وعودته. وفي هذه الرحلة قام الباب بإعلان دعوته لشريف مكة المكرمة.
ونظرًا لما تميزت به الإمارات من التنوع الثقافي والديني والقومي منذ القدم، كان للبهائيين كغيرهم دورٌ في التنمية الاجتماعية والاقتصادية للبلد، منذ عقودٍ قبل قيام الاتحاد. واليوم يشكّل البهائيون جزءًا من نسيج المجتمع، ولازالوا يتكاتفون مع كافة أبناء مجتمعهم باختلاف أطيافهم ومعتقداتهم، من أجل بناء الوطن في كافة المجالات التربوية والطبية والاقتصادية والزراعية والتجارية وغيرها، كما شهد لهم الكثيرون.
من هذا المنطلق، يعيش البهائيون اليوم في دولة الإمارات العربية المتحدة، كمجتمعٍ يتألف من أعضاءٍ ينتمون لما يزيد عن خمسين جنسيةٍ ممن يعيشون على أرض الدولة، ويقومون بممارسة عباداتهم بالعديد من اللغات. يعمل البهائيون في دولة الإمارات كغيرهم من البهائيين في باقي أنحاء المعمورة في سبيل تحقيق هدفٍ مشتركٍ واحدٍ وهو خدمة الإنسانية. ويسعى المجتمع البهائي أينما كان إلى غرس الأمل في مستقبل البشرية والاحتفاء بمساعي جميع الذين يعملون لتعزيز الوحدة المتأصلة في الجنس البشري، وتحسين الظروف الروحية والمادية في العالم.

## ارتباط بزوغ الدين بالدول العربية
في شهر شعبان 1260هـ الموافق أيلول 1844م، بدأ السيد علي محمد الشيرازي (الملقب بالباب) رحلة حجه من شيراز إلى مكة المكرمة. ركب الباب في سفينةٍ شراعيةٍ من ميناء بوشهر في 19 رمضان (تشرين الأول 1844م) بصحبة القدوس (أحد حروف الحي) وخادمه الحبشي في رحلةٍ عاصفةٍ مليئةٍ بالصعاب دامت أكثر من شهرٍ. بعد حوالي 12 يومًا من الإبحار، رست السفينة في ميناء مسقط - عاصمة سلطنة عمان، حيث أقام فيها الباب لعدة أيامٍ، في منزل والي مسقط. بعد ذلك غادر الباب في سفينةٍ من ميناء مسقط مكملًا رحلة الحج، فمرّ على سواحل بحر العرب، وتوقف في ميناء "المخا" في اليمن، ومن ثم أكمل رحلته عبورًا بالبحر الأحمر وصولًا إلى جدة. بعد رحلةٍ بحريةٍ شاقةٍ دامت حوالي شهرين، بدأ الباب مناسك الحج؛ فأحرم، ثم ركب جملًا انطلق به إلى مكة، فبلغها في غرة ذي الحجة (12 كانون الأول). انقطع للتعبد في يوم عرفة، وبعد صلاة العيد اتجه إلى منى، ونحر 19 خروفًا وزّعها على الفقراء والمحتاجين من حوله، ثم طاف حول الكعبة مع الطائفين وأقام شعائر الحج وأدى مناسكه. خلال زيارته لمكة دعا الباب شريف مكة وسادن بيت الله الحرام إلى أن يؤمن برسالته ويقوم بخدمة الأنام، وذلك بواسطة رسالةٍ حملها القدوس إليه، ولكن شريف مكة كان مشغولًا آنذاك بأمورٍ أخرى. توجه الباب بعد ذلك إلى المدينة وزار ضريح الرسول محمد في البقيع، وتلى الأدعية على مزاره. ومن ثم عاد إلى جدة، ومنها إلى بوشهر، في رحلةٍ دامت عدة أشهرٍ.

## تاريخ البهائيين في دولة الإمارات
تتميز الإمارات بأنها أرض التنوع والتعايش وقبول الآخر. فمنذ القدم، والإمارات يقودها حكامٌ يرحبون بالجميع. وبجهود الشيخ زايد بن سلطان  آل نهيان في لمّ الشمل وتعزيز أواصر الوحدة والوفاق، تأسست دولة الاتحاد، وأصبحت دولة الإمارات العربية المتحدة. واستمرت الرغبة في توفير حياةٍ حرةٍ كريمةٍ للجميع جزءًا من الموروث الخالد الذي توارثه حكام الإمارات عن زايد، فأصبح التسامح أحد المبادئ الرئيسية التي ترتكز عليها المجتمع الإماراتي. ونظرًا لما يتميز به الإمارات من التنوع الثقافي والديني والقومي، يشكّل البهائيون جزءًا من نسيج المجتمع. ولازال البهائيون يتكاتفون مع كافة أبناء مجتمعهم باختلاف أطيافهم ومعتقداتهم، من أجل بناء الوطن في كافة المجالات التربوية والطبية والاقتصادية والزراعية والتجارية وغيرها، كما شهد لهم الكثيرون.
واليوم، باعتبارهم مزيجًا من عشرات الجنسيات التي تأصلت في دولة الإمارات، ينتمي البهائيون لأرضٍ يتعايش فيه أبناءه مع بعضهم البعض، يجمعهم شعورٌ مشتركٌ مع الآخرين بأنهم أبناء مجتمعٍ يتميز بتنوعه الثقافي، يسعون بجدٍ لخدمة ورخاء وطنهم، انطلاقًا مما يمليه عليهم تعاليم دينهم الذي يحثهم على خدمة الإنسان والوطن والعالم، يدفعهم  إلى العمل رغبتهم في المساهمة في رقيّ وتقدّم البلاد والمجتمع، يدًا بيدٍ، مع أتباع مختلف الأديان والعقائد والثقافات، دون تمييزٍ.

## كيف يساهم البهائيون في تنمية المجتمع في الإمارات
لقد دعى بهاء الله أتباعه إلى أن يضعوا كلّ اهتمامهم في سد احتياجات العصر الذي يعيشون فيه، وأن تتمحور مشاوراتهم حول لوازمه ومتطلّباته. لقد نادى بهاء الله بالعمل من أجل خير العموم. وبناءً على ذلك، فإن البهائيين يسعون منذ بداية ظهور رسالة بهاء الله، للمساهمة في المشاريع الراميّة للتقدم الاجتماعي، على المستوى المحلي والوطني والعالمي، من خلال القيام بمبادراتٍ ملموسةٍ في مناطقهم السكنية ومجتمعاتهم المحلية. وفقًا للتعاليم البهائية، فإنه من خلال خدمة الآخرين، يمكن للإنسان أن يحقق أسمى الأهداف في الحياة، فكما كان الغرض من الشمعة هو نشر النور، فكذلك خُلِقت الروح البشرية للعطاء بسخاءٍ.
يؤمن البهائيون بأن كل شخصٍ مسؤولٌ عن تطوره الروحي، فلا يوجد رجال دينٍ في العقيدة البهائية، بدلًا من ذلك، هناك محافل روحانية تقوم بإدارة شؤون البهائيين في كل بلدٍ. ويتم تنفيذ أنشطة تنمية المجتمع من قِبَل الأفراد، ضمن إطارٍ شاملٍ مستمدٍ من التعاليم البهائية، وهي متاحةٌ للناس من جميع الخلفيات. هذا الانفتاح هو سمةٌ مميزةٌ للأنشطة البهائية؛ حيث أن الناس من جميع الأصول الدينية والعرقية والثقافية يتشاركون جنبًا إلى جنبٍ. ثمة العديد من الأنشطة المشتركة بين البهائيين في دولة الإمارات كما هو الحال في جميع أنحاء العالم، وهي متاحةٌ للمشاركة من قِبَل الجميع، تشمل فضاءات لتلاوة الأدعية، وأنشطة خاصة ببناء القدرات الروحية والأخلاقية بين الأطفال والشباب الناشئ، ولقاءات تتم لدراسة ومناقشة تطبيق المبادئ الروحية في الحياة اليومية، وأنشطة تتعلّق بخدمة المجتمع. وتهدف جميع هذه الأنشطة إلى تحقيق التعايش والسلام ورفاه الإنسانية.

## الأوائل من البهائيين في الإمارات
بناءً على ذكر بعض المؤرخين، ساهم العديد من البهائيين القدامى في عملية التنمية، عقودًا قبل قيام الاتحاد. كان من بين هؤلاء الأوائل الفنيين والمهنيين العاملين في مجالات الزراعة والتعليم وطب الأسنان والصيدلة وغيرها، وكان من نقاط جذبهم توفّر فرصة المساهمة في عملية بناء المجتمع، وتقديم الخدمات لتنمية أمةٍ شابةٍ وطموحةٍ تقوم على مبدأ الوحدة.
من بعض هؤلاء الأوائل الذين شهد لهم بعض المؤرخين بسعيهم وإخلاصهم في تنمية وتطوير المجتمع:
الطبيب عباس شاهرضائي، سكن رأس الخيمة في عام 1953م واشتغل طبيبًا فيها. اشتهر بممارسته للطب الشعبي وكان يعتمد على كتاب ابن سينا وكتب الطب النبوي للعلاج. وكان الناس يفدون عليه للعلاج. ومن أكثر الأمراض التي كان يعالجها هي الملاريا والجدري والحمى والإسهال وأمراض العيون والأسنان. في عام 1957م اشترى سيارةً ليتمكن من علاج المرضى في القرى المجاورة. فكان يقسّم أيام الأسبوع ويتنقل بسيارته بين مناطق رأس الخيمة المختلفة، فحدد يومًا معينًا لزيارة مدينة رأس الخيمة، ويومًا للرّمس، ويومًا لشعم، ويومًا لخور خوير، ويومًا لِخَت، وهكذا. وكان يتقاضى أجورًا زهيدةً مقابل العلاج الذي يقدمه.
الطبيب غلام رضا حبيب الله عظيمي، قدم إلى دبي عام 1954م وعمل في عيادة الدكتور حسين محبوبي لطب الأسنان، ومن ثم انتقل إلى رأس الخيمة عام 1956م، وفتح فيه عيادةً لطب الأسنان. كان يتنقل بدراجته الهوائية بين مناطق رأس الخيمة المختلفة من المعيريض والرمس وشعم والنخيل وخور خوير، وكذلك لمناطق أبعد في الإمارات كـ دبا وكلباء، وأحيانًا كان يمضي أسبوعًا خارج المدينة لعلاج المرضى في المناطق النائية. في عام 1957م شهدت رأس الخيمة انتشار مرض الأنفلونزا الآسيوية، ولجأ العديد من المرضى للطبيب غلام، فأحضر لهم الدواء من دبي وساهم في علاجهم. وفي عام 1958م، افتتح أول صيدليةٍ خاصةٍ في رأس الخيمة مع الطبيب ريحان سميت بـ "صيدلية النور". وقد كسب الطبيب غلام حبّ الناس وثقتهم لإخلاصه في عمله.
طبيب الأسنان كرامت الله يزداني. جاء إلى الإمارات سنة 1954م وعمره 27 عامًا، مكث في دبي عدة أيامٍ ثم اتجه إلى مدينة العين فسكن فيها ثلاث سنواتٍ، ثم استقر به الأمر في إمارة أبوظبي، ليصبح أول طبيب أسنانٍ في الإمارة. ففي عام 1958م فتح أول عيادةٍ لطب الأسنان، وكذلك أول صيدليةٍ في إمارة أبوظبي اسمها "صيدلية الخليج". وقد ورد ذكره في كتاب "أبوظبي ذكرياتٌ من الماضي" حين كتب الكاتب عنه قائلًا: "أعطى هذا الوطن بإخلاصٍ، وردّ له الوطن بسخاءٍ، واحتضنه هو وأسرته، وحظي بحب وتقدير كل من تعامل معه من أبناء الإمارات الأوفياء".
مع انتشار أجهزة الراديو أمست الحاجة ماسةً إلى وجود من يقوم بإصلاحها، وتوفير قطع الغيار والبطاريات اللازمة لتشغيلها. من ضمن هؤلاء عبدالرضا حبيب الله عظيمي، والذي ورد على دبي عام 1956م وعمل في محل تصليح الراديوهات، وبعد سنةٍ انتقل إلى رأس الخيمة، واستخرج رخصةً تجاريةً من البلدية وفتح محل "راديو البديع" لتصليح أجهزة الراديو وسط السوق. وكان يبيع فيها أجهزة الراديو والبطاريات والجرامافون وأسطوانات الأغاني. وبعد سنواتٍ فتح محلًا لبيع الأجهزة الإلكترونية.
ومن أوائل من جاء إلى رأس الخيمة لممارسة الطب الطبيب روح الله يوسف ريحاني المعروف بالطبيب ريحان، والذي عمل في دبي والشارقة، ومن ثم استقر في رأس الخيمة عام 1956م. كان لديه في بيته صيدليةً صغيرةً تحتوي على أدويةٍ يحضرها من الدول المجاورة، وكان يزور المرضى في بيوتهم ويعالجهم من الملاريا والزكام والحمى وأمراض العيون والأذنين، من الرجال والنساء والأطفال. وفي كتاب "صفحاتٌ من ماضي الإمارات"، يذكر الكاتب علي محمد راشد: "ظل الطبيب ريحان يعالج الناس الذين يستقبلونه بكل ترحابٍ، وكان يزور الشيخ صقر بن محمد القاسمي حاكم رأس الخيمة - طيب الله ثراه -. وكان الطبيب ريحان يركب الجمال والسيارات في تنقلاته لزيارة مرضاه في المناطق النائية، وظلّ يمارس الطب حتى السبعينات." في عام 1959م انتقل الطبيب ريحان إلى خورفكان وفتح فيها أول عيادةٍ خاصةٍ، وظلّ يمارس الطب فيها لمدة 13 عامًا. ومما نقله الكاتب في نفس الكتاب منقولًا عن أقوال الطبيب ريحان: "أجرتُه لم تتجاوز الخمس روبيات مع الدواء، وأحيانًا كان المرضى يعطونه موادًا غذائيةً بدل النقود مثل البيض والسمن، وأحيانًا يعالجهم بالمجان. فهو لم يكن يهتم بالمال قدر اهتمامه بعلاج الناس، فنيته الحقيقية العمل على شفاء الناس، وكان يتابع حالتهم حتى يتم شفاءهم تمامًا."
الطبيب روح الله يحيى أحراري المعروف بالدكتور أحرار. قدم إلى رأس الخيمة عام 1958م وافتتح عيادةً طبيةً حينها، ومن ثم افتتح صيدليةً في أوائل الستينات اسمها "صيدلية أحرار"، وهي من أوائل الصيدليات التي حصلت على رخصةٍ من البلدية. "كان الدكتور أحرار من أشهر الأطباء في رأس الخيمة، وكان محبوبًا من الناس، وكان يعالج المرضى في عيادته أو يزورهم في منازلهم ويقدم لهم العلاج ويعطيهم الحقن ويساعدهم على الشفاء".
في بداية الستينات لم تكن هناك إدارةٌ مسؤولةٌ عن البريد في رأس الخيمة، ولكن كان هناك إدارة للبريد في دبي، لذا بادر أحد البهائيين في رأس الخيمة عام 1961م بدور البريد في تلك الفترة حتى عام 1963م. بهمن رحمة الله خادم، كان من سكان رأس الخيمة ولديه محل للحلاقة. ونظرًا لسفره باستمرار إلى دبي لإرسال الرسائل إلى الأقارب والأصدقاء، قام تطوعيًا بالاتفاق مع بعض الأشخاص في رأس الخيمة من الذين لديهم أصدقاء خارج الدولة بأن يقوم بدور ساعي البريد، فيسلمونهم رسائلهم وقيمة الطوابع، ويأخذها بنفسه إلى دبي ويشتري الطوابع ويرسلها. وبعد شهرٍ يعود إلى دبي ليستخرج الرسائل من صندوق بريده الخاص، ويعود بها لرأس الخيمة ليسلمها لأصحابها.  

## الإمارات بلد التسامح
يعتبر التسامح أحد المبادئ الرئيسية التي ترتكز عليها المجتمع الإماراتي. تتميز دولة الإمارات بقادةٍ تحتضن التسامح. فمنذ بداية تأسيس الدولة، قام الشيخ زايد بن سلطان آل نهيان بترسيخ دعائم التعايش والتسامح مع الآخر، وأصبحت اليوم الرغبة في توفير حياةٍ حرةٍ كريمةٍ للجميع جزءًا من الموروث الخالد لشعب الإمارات. إن قيم تقبّل الآخر والاحترام المتقابل وحرية الأديان امتزجت في نسيج شعب الإمارات منذ بداية تأسيسها. واليوم، يضمّ المجتمع الإماراتي الناس من مختلف الأديان، وهناك أكثر من 200 ثقافة مختلفة تعيش على أرض الإمارات جنبًا إلى جنبٍ، تشكّل معًا نسيج المجتمع الإماراتي.
من هذا المنطلق، يعيش البهائيون اليوم في دولة الإمارات العربية المتحدة، كمجتمعٍ يتألف من أعضاءٍ ينتمون لما يزيد عن خمسين جنسيةٍ ممن يعيشون على أرض الدولة، ويقومون بممارسة عباداتهم بالعديد من اللغات. يعمل البهائيون في دولة الإمارات كغيرهم من البهائيين في باقي أنحاء المعمورة في سبيل تحقيق هدفٍ مشتركٍ واحدٍ وهو خدمة الإنسانية. ويسعى المجتمع البهائي أينما كان إلى غرس الأمل في مستقبل البشرية والاحتفاء بمساعي جميع الذين يعملون لتعزيز الوحدة المتأصلة في الجنس البشري، وتحسين الظروف الروحية والمادية في العالم.

## معتقدات البهائية
المقالة الرئيسة: التعاليم والمبادئ البهائية
تلهم الاعتقادات البهائية في آلافٍ تلو آلافٍ من بقاع الأرض أفرادًا وجماعاتٍ يعملون على تحسين حياتهم ويشاركون في تقدم الحضارة. وتعالج المعتقدات البهائية مواضيع ومفاهيم جوهرية مثل وحدانية الله، ووحدة الدين، ووحدة البشر، ونبل الإنسان الفطري، وحياة الروح، وتكامل العبادة بالخدمة، والمساهمة في تقدم الحضارة الإنسانية، وضرورة تحري الحقيقة، والكشف التقدمي للحقيقة الدينية، والتحرر من التعصب والتحيز، والتعليم الإلزامي، والمساواة بين الجنسين، والتوافق بين العلم والدين، والسلام العالمي، على سبيل المثال لا الحصر.
كثيرًا ما ترد المبادئ والتعاليم التالية كموجزٍ سريعٍ للتعاليم البهائية. وهي مستمدةٌ من نصوص الخطب التي ألقاها عبدالبهاء خلال جولته في أوروبا وأمريكا الشمالية خلال الأعوام 1911م- 1913م. وتُعد تلك القائمة غير رسمية، وإن كانت تتكرر في مدوناتٍ بهائيةٍ رسميةٍ أحيانًا بزيادةٍ أو نقصانٍ بعض البنود الواردة.

### وحدانية الله
يؤمن البهائيون بالله الواحد الأحد، الأزليّ الأبديّ، وخالق الوجود. إن الإيمان بوحدانية الله هي من التعاليم الأساسية في الدين البهائي. يوصَف الله في البهائية بأنه الغيب المنيع الذي لا يُعرف وفوق إدراك الإنسان بعقله. وهو مصدر كل الوحي، وأبديٌ، وعليمٌ، وقادرٌ، ومهيمنٌ على كل الوجود. على الرغم من أن الناس قد يكون لديهم أفكار مختلفة عن الله، ويصلّون بلغاتٍ مختلفةٍ، أو قد تُستخدم أسماءً مختلفةً للإشارة إلى الله، إلا أنهم جميعًا يشيرون إلى حقيقةٍ واحدةٍ وخالقٍ واحدٍ.
يعتقد البهائيون بأن الفهم المباشر للذات الأحدية أمرٌ مستحيلٌ. وبالرغم من أن الوصول المباشر إلى الله غير ممكنٍ، يعبّر الله عن مشيئته بطرقٍ مختلفةٍ، فمن وقتٍ لآخرٍ يخاطب البشرية عن طريق الوحي الإلهي المنزل على الأنبياء والمرسلين، الذين يُطلق عليهم «مظاهر الظهور الإلهي» في البهائية، فيُظهر الله صفاته وتجلياته في عمليةٍ تدريجيةٍ عن طريق الأنبياء والرسل وفقًا لقدرات الإنسان واحتياجاته في كل عصرٍ.

### وحدة الأديان
يعلم بهاء الله أتباعه أن أصل كل الأديان واحدٌ، فمبادئهم الأساسية مشتركةٌ مع بعضها البعض، والغرض من جميعها واحدٌ، وتعاليم الديانات جميعها تُلقي الضوء على جوانب مختلفةٍ من حقيقةٍ واحدةٍ. فالدين الإلهي بحسب الاعتقادات البهائية هو دينٌ واحدٌ يتم تقديمه تدريجيًا للبشرية مع مرور الزمن، حسب احتياجات البشر في كل زمانٍ ومكانٍ. فالوحي الإلهي والرسالات السماوية هي عمليةٌ مستمرةٌ متصلةٌ غير منقطعةٍ، تقود البشرية إلى حضارةٍ دائمة التقدم.
وفقًا للعقيدة البهائية، فإن الأنبياء والرسل، من خلال عمليةٍ مستمرةٍ وتدريجيةٍ، وبناءً على قدرة الاستيعاب البشري، واحتياجات وظروف كل زمانٍ ومكانٍ، يقدمون التعاليم والإرشادات اللازمة لتطور الإنسان الاجتماعي والروحي والنهوض بقدراته ومسؤولياته. ضمن هذا المفهوم، يتم تقديم الحقيقة والتعاليم الدينية تدريجيًا بما يتناسب مع القدرة الروحية للبشر في كل نقطةٍ ومرحلةٍ من التاريخ. وتظهر الاختلافات بين الأديان في التعاليم الاجتماعية وأحكامها، والتي من الممكن أن تختلف حسب درجة النضج الاجتماعي والروحي للبشر، والظروف الخاصة للمجتمع الذي ظهر فيه دينٌ معينٌ. وسببٌ آخر للاختلافات بين الأديان هو المفاهيم الخاطئة والتفسيرات التي تراكمت على مر القرون من قِبل أتباع الديانات، والتي شوّهت حقيقة ذلك الدين فيما بعد.

### استمرارية الهداية الإلهية وتتابع الرسالات
استمرارية الهداية الإلهية هي أحد التعاليم الأساسية في الدين البهائي. هذا التعليم هو تذكيرٌ بأن الله أمينٌ لعهده العام. وفقًا للعقيدة البهائية، يرسل الله دائمًا الأنبياء والمرسلين للبشرية في عمليةٍ تدريجيةٍ وتطوريةٍ مع تعاليم تقدمية ومناسبة لذلك الوقت، يقدمون التعاليم والإرشادات اللازمة لتطور الإنسان الاجتماعي والروحي، والنهوض بقدراته ومسؤولياته، بما يتناسب مع حالة الزمان والمكان التي يظهر فيه. فالله يتجلّى في هذا العالم من خلال ظهور رسله وأنبيائه تترًا في دوراتٍ لرسالاتٍ متعاقبةٍ، من خلال عمليةٍ مستمرةٍ وتدريجيةٍ. ضمن هذا المفهوم، يتم تقديم الحقيقة والتعاليم الدينية تدريجيًا بما يتناسب مع القدرة الروحية للبشر في كل نقطةٍ ومرحلةٍ من التاريخ. فالأديان مترابطة مع بعضها كحلقاتٍ في سلسلةٍ مترابطةٍ؛ فهي عملية تعاقب الرسالات الآخذة في التطور، ومع ظهور أي دينٍ، يتم إحياء «الحقائق الأبدية» (المبادئ الروحية والأخلاقية) التي أغفلها أتباع الدين السابق مع مرور الوقت وتمسكهم بالتقاليد التي أبعدتهم عن حقيقة الدين. من هذا المنطلق، يمكن تشبيه الظهور المتعاقب للأديان بقدوم الربيع؛ فمع قدوم كل ربيعٍ يعمّ الوجود طاقةٌ وحيويةٌ جديدةٌ مزدهرةٌ لتحلّ محلّ برودة وموت الطبيعة في الشتاء السابق. في تعاليم بهاء الله، الحقائق الدينية نسبيةٌ وآخذةٌ في التطور، مما يعني أن التعاليم الدينية تتغير من خلال الظهور المستمر للأديان بتعاقبٍ يواكب العصر وتطوّر فهم الإنسان. والغرض من ظهور المرسلين والأنبياء هو ظهور النعم والبركات الإلهية، والرقي الروحي للإنسان من أجل سمو روحه وترقيها في هذا العالم وإعداده للعالم الآخر.
ترجع الاختلافات بين الأديان في التعاليم الاجتماعية وأحكامها، والتي تختلف حسب تطور الإنسانية ودرجة النضج الاجتماعي والروحي للبشر، والظروف الخاصة للمجتمع الذي ظهر فيه ذلك الدين؛ فالتعاليم التي تصلح لمرحلةٍ من مراحل التطور لا تصلح لمرحلةٍ لاحقةٍ، مما يستدعي تعاليم جديدةٍ. وسببٌ آخر للاختلافات بين الأديان هو المفاهيم الخاطئة والتفسيرات التي تراكمت على مر القرون من قِبل أتباع الديانات، والتي شوّهت حقيقة ذلك الدين فيما بعد. لقد تطورت البشرية تدريجيًا، مستفيدةً من التوجيه الإلهي الذي يأتي إليها مع ظهور الأديان المتتالي، ووصلت إلى دوائر الوحدة الأكثر انتشارًا والتي تشمل الأسرة، والقبيلة، والمدينة، والأمة. وفقًا لهذا المفهوم، يؤمن البهائيون بالأصل الإلهي لجميع الديانات الرئيسية في العالم ويعتبرون الأديان مراحل مختلفةً لعمليةٍ تربويةٍ عظيمةٍ. يعتقد البهائيون أيضًا أن بهاء الله هو آخر مظاهر الوحي الإلهي لهذا الزمن، ، ولكنه ليس الأخير إطلاقًا، وأنه من خلال تعاليمه يمكن للإنسان أن يصل إلى مستوىً أعلىً من الوحدة والنضج الجماعي.

### وحدة الجنس البشري
يعتقد البهائيون بأن الجنس البشري واحدٌ، وأن البشر متساوون مثل ثمار الشجرة الواحدة وأوراق الغصن الواحد، فقد صرّح بهاء الله: «كلكم أثمار شجرةٍ واحدةٍ وأوراق غصنٍ واحدٍ. تعاملوا مع بعضكم البعض بأقصى درجات الحب والانسجام والألفة والمودة». وتجد في المصادر البهائية بأن البشر هم جميعًا أعضاء عائلةٍ إنسانيةٍ واحدةٍ، ويعتبر شوقي أفندي مبدأ وحدة الجنس البشري جوهر جميع التعاليم البهائية.
تنصّ الكتابات البهائية أن هناك إنسانيةٌ واحدةٌ وأن الناس متساوون أمام الله. وتؤكد العقيدة البهائية على وحدة الإنسانية التي تتجاوز كل تقسيمات العرق والأمة والجنس والطائفية والطبقة الاجتماعية والدين وغيرها، مع الاحتفاء بتنوعها. يقول عبد البهاء أن توحيد البشر أصبح اليوم «القضية والمسألة الأساسية في الظروف الدينية والسياسية في العالم». كما تؤكد الكتابات البهائية على الوحدة البيولوجية والروحية للبشر، هذه الوحدة هي حقيقةٌ روحيّةٌ تؤكِّدها العلوم الإنسانيّة أيضًا؛ فعلم الإِنسان، وعلم وظائف الأعضاء، وعلم النّفس تعترف بانتماء الإنسان إلى أصلٍ واحد، رغم أَنَّ المظاهر الثّانويّة لحياته تختلف وتتنوَّع بصورةٍ لا حصر لها ولا عدّ.
يوضّح عبد البهاء أن النموذج الملحّ للتداخل والتكامل للثقافات في العالم والشعوب يكمن في خاصية التّشكيل والتّنسيق الذي يتسم بهما الجسم البشري. فهذا الكائن الذي يحتوي على الملايين من الخلايا ذات التّنوع الهائل من حيث الشكل والوظيفة تعمل كلّها في تعاونٍ وتنسيقٍ لتجعل من الوجود البشريّ ممكنًا. فكلّ خليةٍ مهما صَغُرت لها دورٌ تقوم به في المحافظة على سلامة الجسم، ومنذ البداية ترتبط كلٌّ منها بعمليةٍ من الأخذ والعطاء مستمرّة مدى الحياة.
يعتقد البهائيون بأن التحيزات وسوء الفهم التي تجعل مجموعةً من الناس تعتقد بأنها متفوقةٌ على الآخرين تسبب العديد من المشاكل. في اعتقادهم، لا توجد جماعةٌ عرقيةٌ أو ثقافيةٌ أو دينيةٌ أفضل من غيرها، فكل البشر خُلقوا شرفاء والجميع متساوون عند الله. وعليه فإن وحدة الجنس البشري هي إحدى أهم تعاليم بهاء الله وعليه تتمحور التعاليم الأخرى.
إن مبدأ وحدة الجنس البشري في البهائية لا تعني فرض التوحيد والتماثل، فالكتابات البهائية تعزز مبدأ الوحدة في التنوع والتناغم في التعدد. فالتنوع العرقي والثقافي والفكري وغيرها من أشكال التنوع جميلٌ وهو موضع تقديرٍ. وقد شبّه عبد البهاء التنوع بين البشر بالحديقة المليئة بالأزهار المختلفة الألوان والأشكال، وهذا التنوع هو ما يجعلها أكثر جمالًا وحيويةً.

### الوحدة في التنوع
بينما تتحدث الكتابات البهائية عن وحدة العالم وشعوبه، فإن الوحدة لا تعني التوحيد، بل تؤكد الكتابات البهائية على قيمة التنوع الثقافي والوطني والفردي من خلال مبدأ الوحدة في التنوع الذي ينص على أن مع الاعتراف بوحدة الجنس البشري، يجب الاحتفاء بالتنوع الثقافي. تُوصَف الوحدة في التنوع بشكلٍ شائعٍ في الكتابات البهائية بتنوع أزهار الحديقة الواحدة، حيث تضيف ألوان وأشكال الأزهار المختلفة إلى جمال الحديقة وصفائها.

### الطبيعة البشرية
من وجهة النظر البهائية، فإنَّ الطبيعة الإنسانية هي روحيةٌ في جوهرها، لذا فإنَّ أساس قدرات الإنسان تنبع من الطاقات الكامنة في الروح الإنسانية. بعبارةٍ أخرى فإنَّ شخصية الإنسان وقدراته الفكرية والروحية تكمن في الروح حتى لو تم التعبير عنها بواسطة الحواس خلال فترة حياته القصيرة على وجه الأرض. يعتقد البهائيون بأنَّ الغرض الحقيقي للحياة على هذه الأرض هو الإعداد روحيًا، لأنَّ الحياة هي مرحلة تطورٍ يجب من خلالها التركيز على تطوير وتنمية حياة الروح والقدرات الفكرية والذهنية.
توضح الكتابات البهائية بأن الإنسان خُلِق نبيلًا. فالكائن البشري في الأساس لديه القدرة على أن يعكس الصفات الروحانية النبيلة، ويمتلك العقل والوجدان، بالإضافة إلى القدرة على البحث والفهم والتعاطف وخدمة الصّالح العام. وقد تم تشبيه الإنسان في الكتابات البهائية بمنجمٍ ملئٍ بالأحجار الكريمة، وبالتربية تظهر هذه الصفات والكمالات الإنسانية إلى عالم الوجود وينتفع منها الجميع.
وبما أن جسم الإنسان مكوّنٌ من عناصر مختلفةٍ، وتؤدي وظائف متعددةٍ مثلما الحال في الحيوان، فإنه يتعرض خلال حياته إلى صعوباتٍ، ولديه حاجاتٌ جسميةٌ مثل الحيوانات، كالجوع، والرغبة الجنسية، والخوف، والألم، والغضب، والمرض.. إلخ. هذا الوضع يؤدي إلى خلق توترٍ وجهدٍ داخليٍ حيث إنَّ الاحتياجات الجسمانية والرغبات النفسية تدفع الفرد إلى التصرف بدنوٍ، بينما تدفعه الطبيعة الروحية نحو أهدافٍ ساميةٍ. لقد ذكر بهاء الله بأنَّ العمل والمثابرة لكبح جماح الرغبات الجسمانية وتوجيهها للاتجاه الصحيح هو أمرٌ ضروريٌ لعملية نمو الروح وتطورها. ومن أجل الوصول إلى درجة الكمال والاعتدال في الحياة يجب التوفيق والتلاؤم بين الاحتياجات الجسمانية والروحية. إنَّ الدين البهائي لا يُقرّ بأنَّ الرغبات الجسمانية للإنسان شريرةٌ أو سيئةٌ، ذلك لأنَّ مخلوقات الله سبحانه وتعالى خيرٌ محضٌ في جوهرها. وفي الواقع إنَّ الهدف الرئيسي لجسم الإنسان وقدراته هو أن يكون أداةً جيدةً لتطوير وتنمية روحه. ومع استمرار تحكّم الروح بطاقات وقِوى الجسم، يصبح الجسم وسيلةً للتعبير عن الإمكانيات الروحية له، وتصبح الأهواء النفسية والشهوات عائقًا لرقي الروح وتقدمها.
ونظرًا لأنَّ الجسم هو الوسيلة لتجلّي الروح الإنسانية، فمن الأهمية الاهتمام والعناية به. فبهاء الله لا يشجع على الزهد والتقشّف وإنَّما يركز على المحافظة على صحة الجسم، ولهذا نلاحظ بأنَّ الكتابات البهائية احتوت على عددٍ من الأحكام العملية الخاصة بالعناية بالجسم مثل التغذية السليمة، الاستحمام المنتظم وتقليم الأظافر وغيرها. هذه الأحكام وغيرها من أحكام وتعاليم الدين البهائي تأخذ مبدأ الاعتدال فيها حيّزًا كبيرًا من حيث الأهمية، لأنَّ الأمور تكون ذات فائدةٍ ومنفعةٍ عندما يعتدل المرء في إجرائها، ومضرةً عندما يتطرف في تنفيذها.

### حياة الروح وبقائها
يؤمن البهائيون ببقاء الروح، والغرض من الحياة هو تنمية القدرات الكامنة في الروح الإنسانية واكتساب المواهب الروحانية التي تحتاجها لاستمرارية الحياة في العوالم الأخرى. فالحياة الحقيقية من المنظور البهائي هي حياة الروح، وما الجسد إلا وسيلةٌ وأداةٌ لتقدم وتطور الروح في هذا العالم الناسوتي.
حسب كتابات بهاء الله، الفرق بين الدنيا والعالم الآخر يشبه الفرق بين عالم الجنين (الرحم) وهذا العالم. يوضّح عبد البهاء كما أن الأيدي والأقدام والأعين والأذنين والأعضاء الأخرى للإنسان تنمو في عالم الرحم وتهيئ الإنسان للحياة في هذا العالم، كذلك تنمو الصفات الروحانية للإنسان هنا، مثل الحب والخدمة والتواضع والعطاء وما إلى ذلك، لتعدّه للحياة في العالم الآخر.
يعتقد البهائيون بأن الروح منفصلةٌ عن الجسد، وتستمر في الازدهار والرُقي في عالم الروح بعد انقطاع علاقتها بالجسد، أي بعد الموت. ينظر البهائيون للعلاقة بين الروح والجسد كالعلاقة بين النور والمرآة، فهذا النور الذي نراه في المرآة ما هو إلا انعكاسٌ للنور الذي يأتي من مصدرٍ آخرٍ، وعندما تنكسر المرآة يستمر النور في الإضاءة.
وتذكر الكتابات البهائية بأن هناك عوالم لا متناهية وراء هذا العالم المادي الناسوتي، والأرواح البشرية تمضي في رقيها عبر تلك العوالم للتقرب إلى الخالق عزّ وجلّ، وعملية التقرب المتعاقبة هذه تفرض على الروح التعرف على خصائصها وقِواها الكامنة وهي لا تزال تعيش في هذا العالم الناسوتي، فالحياة بجميع مراحلها ومظاهرها ما هي إلا تهيئة الروح وتهذيبها لحياتها الأبدية في جميع العوالم.
حسب الاعتقادات البهائية، إن رقي الروح في العوالم الأخرى ترجع إلى الفيوضات الإلهية ورحمته، وكذلك إلى الأعمال الصالحة والخيرات والمبرات التي يتم تقديمها باسم الفقيد في هذا العالم، وكذلك عن طريق الأدعية والمناجاة التي تتلى في ذكراه.

### الحياة التعبدية
إن العبادات بأنواعها متأصلةٌ في الحياة الدينية، ومن خلالها يستطيع الأفراد والجامعات تعزيز الرابطة الفريدة القائمة بين الخالق والبشر. هذه الرابطة تبعث بالحيوية في العلاقات التي تعزز المجتمع وتحافظ عليه – فيما بين الأفراد ومختلف عناصر الجامعة ومؤسساتها. يعتقد البهائيون بأن الدعاء والمناجاة ضروريٌ لنمو الفرد الروحاني وحيويته، فمن خلاله يمكن للمرء أن يتواصل مع الله ويعبّر عن محبته له، ويلتمس منه التأييد. والدعاء مرتبط أيضًا بتحول الفرد ونموه روحانيًا عن طريق تنمية الصفات الروحانية والتي يجب أن تنعكس على تفاعل الفرد مع الآخرين. إن القدرة على التأمل والتفكّر سمةٌ مميّزةٌ للوجود الإنساني؛ والآثار الكتابية البهائية تشير إلى أن التقدم البشري يستحيل تحققه دون التأمل والتفكر.
إن الصلاة والدعاء تعتبران جزءًا لا يتجزأ من الحياة البهائية سواء أكان ذلك على مستوى الفرد أو المجتمع أو المؤسسات. يعد الصوم والحج أيضًا من شعائر التعبد التي أدت دورًا هامًا في الحياة الدينية على مدى تاريخ البشر. كما أن العمل واحتراف المهن أيضًا يمكن اعتباره من العبادات عندما يُؤدى بروح الخدمة.
يجتمع البهائيون أيضًا مع أصدقائهم في جلساتٍ توحدهم الرغبة في مشاركة الكلمة الإلهية معًا. وتعمل جلسات التعبد والدعاء هذه على إيقاظ الأحاسيس الروحانية لدى المشاركين وتعزيز حس الخدمة المتفانية وأهمية المساهمة في التقدم الاجتماعي للمنطقة التي يعيشون فيها، وبإرفاق هذه الجلسات مع أعمال الخدمة التي يقوم بها مشاركيها، تساعد في تشكيل نمطٍ من الحياة المجتمعية تُبَثُّ فيها روح التعبّد وتساعد في تطوير المجتمع المحلي ماديًا ومعنويًا.
وتقع العبادة والخدمة في صلب نمط حياة المجتمع الذي يسعى البهائيون المساهمة في تطويره في شتى أنحاء العالم. وهما عنصران متميزان لا يمكن فصلهما في دفع حياة المجتمع قدمًا. ويتجسد تكامل مفهوم العبادة والخدمة في مؤسسة مشرق الأذكار (المعبد البهائي). إذ يتألف هيكل مشرق الأذكار من مبنىً مركزيٍ يشكّل نقطةً محوريةً للعبادة في منطقةٍ ما، وتُحيط به ملحقاتٌ لتوفير التعليم والرعاية الصحية وغير ذلك من الخدمات المعنية بالتقدم الاجتماعي والاقتصادي للمجتمع. وعلى الرغم من قلة عدد مشارق الأذكار في العالم في الوقت الحالي، إلا أنه سيتم إنشاء العديد منها في عددٍ متزايدٍ من المجتمعات، وفي المستقبل سوف يستفيد كل مجتمعٍ محليٍ من مثل هذا الصرح الذي يجمع القلوب تحت سقفٍ واحدٍ، كلٌ يدعو بارئه وخالقه، ويمارس عبادته بطريقته الخاصة، أيًا كانت ديانته ومعتقده، ويساهم بدوره في تقدم المجتمع الذي ينتمي إليه.

### التحرّي الشخصي عن الحقيقة وترك التقليد والتبعية
وضّحت كتابات بهاء الله بأن البحث عن الحقيقة بشكلٍ مستقلٍ هو من أهم الواجبات الأساسية لكل فردٍ. وأكد بهاء الله مرارًا بأن على المرء أن يرى العالم بعينه وليس بأعين الآخرين. تنص التعاليم البهائية على أنه ينبغي على المرء أن يبحث بنفسه عن الحقيقة بدلًا من التقليد الأعمى للآخرين أو الاعتماد على الخرافات والتقاليد كمصادر للمعرفة. فالإنسان لديه القدرة على تمييز الحقيقة، ويمكن للمرء أن يفحص في الأمور ويصل إلى الحقيقة باستخدام قوة العقل والحكمة التي منحها الله له. تنص الكتابات البهائية على أنه من أجل التحري الحقيقي عن الحقيقة، على المرء أن يتخلى عن التعصبات والتحيزات، وبما أن الحقيقة الأساسية الكامنة وراء الحقيقة واحدة، فإن التحقيق المستقل سيكون أيضًا خطوة قوية نحو تحقيق الوحدة بين البشر.
إن الروح الإنسانية تتوق إلى كشف الحقيقة ويجب أن تتمتع بكامل الحرية لتقصّي المعرفة. إن السعي لإدراك الذات والسبب من الوجود، وكيف يجب أن يعيش المرء، كل ذلك يعد حافزًا أساسيًا في الضمير الإنساني. إن هذا البحث لمعرفة الذات ومعانيها هو من جوهر الحياة نفسها، والرغبة المتأصلة في الإنسان لتحري الحقيقة حق كل إنسان وواجب عليه.
إن هذا المبدأ يساعد الفرد أيضًا على اختيار الدين الذي يراه مناسًبا لاحتياجاته، وتنص الكتابات البهائية بأن من واجبات كل فرد (ذكر أو أنثى) حرية اختيار عقيدته بعد سن البلوغ (أي سن 15). يجب البحث عن الحقيقة دون تقليد الآخرين، حتى الوالدين.
مثال آخر للبحث المستقل عن الحقيقة هو أنه لا يوجد رجال دينٍ في البهائية، وكل بهائيٍ مسؤول عن توطيد علاقته مع الله والخلق حسب فهمه للأمور وإدراكه للحقائق.

### المساواة بين الرجل والمرأة
يقول بهاء الله في كتاباته بأن الرجل والمرأة متساويان عند الله ولا يوجد جنسٌ أفضل من الآخر. فالكتابات البهائية تشير بأن الإنسان مخلوقٌ روحاني، والرجال والنساء كلاهما من خالقٍ واحدٍ وروحٍ واحدةٍ، ولا يتمتع أي منهما بامتيازٍ أو تفوقٍ على الآخر بسبب جنسه.
يرى البهائيون بأن المساواة بين النساء والرجال ومشاركتهم في مختلف المجالات شرطٌ أساسيٌ لتحقيق الوحدة والسلام والتقدم الاجتماعي في العالم. فمن وجهة النظر البهائية، عدم المساواة بين الرجل والمرأة لا يعيق تقدم المرأة فحسب، بل يعيق تقدم المجتمع ككل، ويضر أيضًا بتقدم الرجال. وضّح عبد البهاء أن كلًا من الرجل والمرأة يمتلكان نفس الإمكانيات للفضائل والذكاء، وتوضّح الكتابات البهائية بأنه مثلما يمكن للطائر أن يطير فقط عندما يكون كلا الجناحين قويين، فإن نجاح وازدهار البشرية لا يمكن أن يحدث إلا عندما تتقدم المرأة جنبًا إلى جنب مع الرجل. بالنسبة للبهائيين فإن مبدأ المساواة بين الرجل والمرأة لا يقتصر على اتخاذ الترتيبات اللازمة لمشاركة المرأة في الهياكل والأنظمة العالمية الحالية فحسب، ولا تعتبر أنه من الكافي السعي من أجل النهوض بالمرأة إلى مستوى الرجل فحسب، ولكن هناك ضرورةٌ ماسةٌ لإيجاد تغييراتٍ جذريةٍ في الأنظمة الاجتماعية التي تعزز خصائص معينة مثل الهيمنة، والتنافس العدائي الساعي للسلطة، ليفسح المجال للحب والخدمة والعمل المشترك، وهي السمات التي ترى الكتابات البهائية المرأة فيها قويةً بالفعل.
وبينما تؤكد التعاليم البهائية على المساواة الروحية والاجتماعية للمرأة والرجل، ولكن هناك بعض جوانب التمايز بين الجنسين في مجالاتٍ معينةٍ من الحياة. يُنظر إلى الرجال والنساء على أنهم يتمتعون بقوى وقدرات جسمانية مختلفة تمكّنهم من القيام بأدوارٍ مختلفةٍ بشكلٍ أفضلٍ. على سبيل المثال تتميز المرأة بقدراتها البيولوجية للأمومة، وبالتالي تنص التعاليم البهائية على أنه يجب إعطاء الفتيات الأولوية في التعليم حيث تعد الأم المربية الأولى للأطفال.

### نبذ كل أنواع التعصبات
الدين البهائي يشجّع القبول والانفتاح الثقافي والديني. يعتقد البهائيون بأن قبول مبدأ وحدة الجنس البشري يتطلب القضاء على جميع أنواع التحيزات والتعصبات بما في ذلك العنصرية والطبقية والعرقية والدينية والجنسية وغيرها من التحيزات. تشير المصادر البهائية إلى أن التحيز يؤدي إلى تشكيل صورةٍ خاطئةٍ عن الآخرين ولا تسمح للأفراد برؤية جميع البشر على أنهم متساوون ونبلاء.

تنشأ التعصبات أساسًا في العقل البشريّ. عادةً ما يحدث التحيّز عندما يشعر الشخص بإحساسٍ قويٍ بالانتماء إلى مجموعةٍ وتفوقها على الآخرين، ويطوّر صورةً سلبيةً عن الآخرين، بغض النظر عن خصائصهم الفردية التي تميزهم. يعتقد البهائيون أنه من أجل مكافحة مختلف أشكال التعصبات، يجب تنمية أنماط من التفكير واللغة والعمل التي تعزز وحدة الجنس البشري. وتؤكد الكتابات البهائية على الوحدة البيولوجية والروحية للبشرية. كتب بهاء الله:
«كلّكم أثمار شجرة واحدة وأوراق غصن واحد. فلتسلكوا معًا بكمال المحبة والاتّحاد والمودة والاتّفاق».
تنص الكتابات البهائية على أنه بما أن الجنس البشري هو وحدة عضوية موحدة، فجميع الناس لديهم نفس القدرات الأساسية، وأن الاختلافات الظاهرية، مثل لون الجلد، تعتبر سطحيةً، ولا تجعل مجموعةً عرقيةً متفوقةً على أخرى، بينما تثري تنوع الجنس البشري.

### تطابقالعلم والدين
الانسجام بين العلم والدين هو أحد المبادئ الأساسية للبهائيين. إن الكتابات البهائية لا ترى أن العلم والدين متناقضان، ولكنها تؤكد الانسجام الأساسي بين الأثنين. توضح كتابات بهاء الله أن الحقيقة واحدة، وأن العلم والدين وسيلتان لمعرفة الحقيقة وفهمها. في وجهة نظر البهائيين، يجب الرجوع إلى كلٍ من العلم والدين لفهم الحقائق. فالدين والعلم هما مصدران للمعرفة ويلعبان دورًا مكملًا، ويساعدان معًا على تحقيق تقدم الحضارة.
لقد أكد عبد البهاء أن العلم بدون الدين يؤدي إلى المادية البحتة، والدين بدون العلم يؤدي إلى الخرافات؛ كما أكد أن قوى التفكير والتحليل مطلوبة لفهم حقائق الدين. وأدان عبد البهاء الحضارات القائمة فقط على المعتقدات المادية وقال بأنها ستؤدي إلى مشاكل أخلاقية وتنهار في النهاية.

### التعليم العام الإلزامي
هناك تركيزٌ قويٌ على أهمية التعليم في الكتابات البهائية، ويعتبر التعليم أحد العوامل الرئيسية في التطور الروحي والمادي للفرد والمجتمع. تنص كتابات بهاء الله على أنه من خلال التعليم يتم تنمية قدرات الأفراد وصقل مواهبهم. ويعتبر تعليم الأطفال من أحد الواجبات الرئيسية للوالدين في الدين البهائي فهو إلزاميٌ ولا يمكن التهاون فيه، مع التركيز بشكلٍ خاصٍ على تعليم البنات لأنهم كأمهات سيربون الجيل الواعد في المستقبل.
وتؤكد تعاليم بهاء الله على ضرورة التربية الروحية والأخلاقية إلى جانب التعليم الإنساني أي اكتساب المعرفة وتعلم الفنون والحرف. فقد كتب بهاء الله أن القدرات الروحية لكل فرد لا يمكن أن تتحقق بدون التعليم الروحي، وبالتالي يحتاج الأطفال إلى التعليم الروحي الديني منذ مرحلة مبكرة. والغرض من التعليم هو تمكين الأفراد لخدمة المجتمع. وبتشجيع وتوجيه من عبد البهاء نشط البهائيون في إنشاء مدارس جديدة للفتيات والفتيان في إيران في أواخر القرن التاسع عشر، واستقبلوا فيها جميع الناس بغض النظر عن الدين أو الجنس، وكان تعليم الطلاب العلوم والفنون الحديثة إلى جانب المبادئ الأخلاقية موضع اهتمام هذه المدارس.

### القضاء علىالفقرالمدقعوالثراءالمفرط
تؤكد كتابات بهاء الله على الترابط بين الأفراد كجزءٍ من مجتمعٍ واحدٍ، وتنظر التعاليم البهائية في ضرورة القضاء على الفقر المدقع والثروة الهائلة لتحقيق توازن في الأسرة البشرية وبناء مجتمعٍ عالميٍ قائمٍ على أسس المحبة والسلام والعدالة. ولكن لم يتم تعزيز توحيد الثروة وتحقيق المساواة الاقتصادية الكاملة بين الناس كما أكد عليها الشيوعية، فباعتقاد البهائيين هذا التوحيد مستحيلٌ ويضر بالمجتمع الإنساني. أشار عبد البهاء إلى أن الفقر والثراء الفادح غير مسموحان به في مجتمعٍ رحيمٍ، لأن الفقر يضعف معنويات الناس والثراء المفرط يثقل كاهل الناس، والثروة في حد ذاتها ليست شرًا، ويمكن استخدامها في الخير ورخاء الآخرين. ذكر بهاء الله في «الكلمات المكنونة» أنه يجب على الأغنياء رعاية الفقراء، فالفقراء أمانةٌ إلهيةٌ.
صرح بهاء الله وعبدالبهاء بأنه للقضاء على الفقر المدقع والثراء المفرط هناك حاجة إلى تمهيد أنظمة اقتصادية مناسبة وكذلك تعزيز الشعور بالمسؤولية والاهتمام الاجتماعي لدى الأفراد. يعتقد البهائيون بأنه يجب إنفاق الموارد المادية للمجتمع البشري على المدى الطويل من أجل رفاهية عامة الناس، وليس المصالح قصيرة الأجل والتي تقتصر على أقلية معينة، ويجب استبدال ثقافة المنافسة والاستهلاك والجشع بالمشاركة والتعاون والخدمة. تؤكد التعاليم البهائية على العمل بروح الخدمة، وعدم التأثر بالماديات، والالتزام بالصفات الأخلاقية كالصدق والنزاهة والجدارة بالثقة في ممارسة الأنشطة الاقتصادية. ومن الأحكام التي تساعد على تحقيق التوازن بين الأولويات المادية والأساسية هو حكم حقوق الله، حيث يتبرع الفرد البهائي بتسعة عشر بالمائة من دخله سنويًا لإنفاقها على الصالح العام بعد وضع المصاريف الأساسية جانبًا.

### وجود لغة عالمية مشتركة
ترى التعاليم البهائية ضرورة تطوير لغة التواصل بين الشعوب في جميع أنحاء العالم كجزءٍ حيويٍ للوصول لوحدة العالم وتحقيق السلام. صرّح بهاء الله أن الافتقار إلى لغةٍ مشتركةٍ هو عائقٌ رئيسيٌ أمام الوحدة العالمية لأن نقص التواصل بين الشعوب من مختلف اللغات يقوّض الجهود المبذولة لتحقيق السلام العالمي ويسبب سوء الفهم؛ وقد حثّ على أن تختار البشرية لغةً مساعدةً يتم تدريسها في المدارس بالإضافة إلى اللغة الأم، حتى يتمكن الناس من فهم بعضهم البعض. وصرّح أيضًا بأنه إلى أن يتم اعتماد لغة مساعدة عالميًا، فإن الوحدة الكاملة بين مختلف أجزاء العالم ستظل غير محققة.
شدّد بهاء الله على أنه يجب ألا تقمع اللغة المساعدة اللغات الأصيلة الموجودة في الثقافات المختلفة في العالم، وأن مفهوم الوحدة في التنوع يجب تطبيقه على اللغات أيضًا. تنص التعاليم البهائية على أن عدم التجانس الثقافي يتوافق مع الوحدة، وأنه في الوقت الحاضر في تاريخ البشرية يجب احتضان التنوع الثقافي لأن الإنسانية تثريها الثقافات المختلفة المتأصلة في جميع أنحاء العالم. تنص التعاليم البهائية أيضًا على أن وجود لغة مساعدة دولية سيزيل الضغط من تعظيم لغات الأغلبية وبالتالي الحفاظ على لغات الأقليات، وبذلك سيحتفظ كل شخصٍ بلغته الأم، وبالتالي تبقى ثقافات الأقليات على قيد الحياة.

### تأسيس السلام العالمي
إن تحقيق السلام العالمي هو أحد أهداف البهائيين الأساسية، وفيه دعوة للبشرية لقبول مبدأ وحدة الجنس البشري وفضّ النزاعات والحروب عالميًا من خلال العمل المشترك القائم على قبول مبدأ الوحدة في التنوع، ومساواة البشر، والعدالة، والمساواة بين الجنسين، على المستويين المحلي والدولي. إن المبادئ الأخرى التي يربطها البهائيون بتحقيق السلام العالمي تشمل العدالة الاقتصادية والقضاء على الفقر المدقع والثراء المفرط، والقضاء على جميع أشكال التحيزات والتعصبات، والتعليم العام الإلزامي، وكذلك التوافق بين العلم والدين، واختيار لغة عالمية واحدة يتعلمها الجميع بالإضافة إلى لغتهم الأم لتسهيل التواصل الدولي.
تشجع التعاليم البهائية التحول الفردي والاجتماعي على أساس دراسة وتطبيق المبادئ الأخلاقية والروحية. وفي ذلك يعمل البهائيون على التعرف على المبادئ الأساسية لمجتمعٍ سلميٍ متناغمٍ وإيجاد طرقٍ عمليةٍ لتطبيق هذه المبادئ ومشاركتها مع الآخرين.

## البهائيون في العالم
المقالة الرئيسة: البهائيون في العالم
لطالما عملت الجامعة البهائية العالمية على مدار أعوامٍ عدةٍ مع منظمات الأمم المتحدة والحكومات الوطنية والجماعات الدينية على إقامة الحوار بين الأديان وتعزيز التسامح، والتعليم والبيئة والمساواة بين الجنسين والسلام وغيرها.
قدّرت الموسوعة المسيحية العالمية بوجود 7.1 مليون بهائيٍ في العالم في عام 2000م، يمثلون 218 دولة،  و 7.3 مليون في عام 2010م  من نفس المصدر. يعيش أكبر عددٍ من البهائيين في العالم في الهند، والتي تضم حوالي 1880700 بهائيًا. وتمثل العقيدة البهائية حاليًا أكبر أقلّيةٍ دينيةٍ في إيران، وبنما، وبليز، وثاني أكبر ديانةٍ دوليةٍ في بوليفيا، وزامبيا، وبابوا غينيا الجديدة، وثالث أكبر ديانةٍ دوليةٍ في تشاد  وكينيا.

وفقًا لتقويم العالم وكتاب الحقائق 2004م (بالإنجليزية: World Almanac and Book of Facts 2004)‏:
يعيش غالبية البهائيين في آسيا (3.6 مليون)، وأفريقيا (1.8 مليون)، وأمريكا اللاتينية (900000). وفقًا لبعض التقديرات، يوجد أكبر مجتمعٍ بهائيٍ في العالم في الهند، حيث يبلغ عددهم 2.2 مليون بهائي، تليها إيران، بـ 350.000، والولايات المتحدة بـ 150.000، والبرازيل بـ 60.000. بصرف النظر عن هذه البلدان، يختلف تعداد البهائيين في الدول الأخرى بشكلٍ كبيرٍ.
أُدرجت في كتاب بريتانيكا للعام (1992 حتى الآن) كثاني أكثر ديانات العالم المستقلة انتشارًا من حيث عدد الدول الممثلة. وفقًا لبريتانيكا، انتشر الدين البهائي (اعتبارًا من عام 2010) في 221 دولةٍ ومنطقةٍ، ويقدّر عدد أتباعه في جميع أنحاء العالم بسبعة ملايين. بالإضافة إلى ذلك، فإن البهائيين منظمون ذاتيًا في معظم دول العالم.
وفقًا لإحصاءات عام 2001، يبلغ عدد المناطق التي يعيش فيها البهائيون 12,7381 منطقةً منتشرةً في 190 دولةٍ ومنطقةٍ تابعةٍ. وفقًا للإحصاءات نفسها، هناك 11,740 محافل روحانية محلية و 33 دار نشر بهائية، وتُرجمت النصوص البهائية إلى 802 لغة في العالم. يمثّل البهائيون ما يقرب من 2,112 قبيلةٍ وعرقٍ وقومٍ في العالم. هناك 11 دار عبادة بهائية في العالم، ثمانية منها قارية وثلاثة دور عبادة محلية. بالإضافة إلى ذلك، تم البدء في تنفيذ خططٍ لأربعة معابد أخرى.
وفقًا لإحصائيات المركز البهائي العالمي، يوجد حاليًا 192 محفل روحاني مركزي في العالم. ينظّم البهائيون في جميع أنحاء العالم أكثر من 60,000 صفًا للتربية الروحانية للأطفال ومجموعات الشباب الناشئ الذين تتراوح أعمارهم من 12 إلى 15 عامًا، وهي مفتوحةٌ لمشاركة الجميع. قام البهائيون عالميًا بتنفيذ أكثر من 70,000 مشروعٍ للتنمية الاجتماعية والاقتصادية قصيرة المدى، ولازال 1,500 مشروع للتنمية الاجتماعية والاقتصادية طويل المدى قيد التنفيذ. كما أنشأ البهائيون أكثر من 150 منظمةٍ للتنمية الاجتماعية والاقتصادية في أجزاء مختلفةٍ من العالم.

## وصلاتٌ خارجية

### مواقع بهائية عالمية
- الموقع الرسمي للعقيدة البهائية
- الجامعة البهائية العالمية

### مواقع بهائية عربية
- البهائيون في تونس
- البهائيون في المغرب
- البهائيون في البحرين
- البهائيون في الأردن
- البهائيون في مصر
- البهائيون في قطر
- البهائيون في كردستان-العراق
- البهائيون في العراق
- البهائيون في لبنان
- البهائيون في اليمن